# Vélo'+
Vélo'+ est le nom commercial d'une offre payante de vélos en libre-service, disponible dans les villes d'Orléans, Fleury-les-Aubrais et Saint-Jean-le-Blanc, dans le département du Loiret. Dans le cadre du renouvellement de la délégation de service publique au 1er janvier 2025, ce service disparaît au 1er juillet 2025, remplacé par un système en freefloating étendu à neuf communes d'Orléans Métropole sous le nom de "FlexO".

## Présentation
Le service Vélo'+ était géré dès son ouverture par Cykleo, une filiale de la SNCF.
Il a commencé à être mis en place en juin 2007, avec l'ouverture de quelques stations. Il était alors le 2e du genre après Lyon.
Petit à petit, les stations prévues ont été activées, mais il a fallu approximativement un an pour que le service fonctionne correctement : un grand nombre d'utilisateurs se sont plaints des dysfonctionnements trop fréquents (problèmes fréquents des bornes, qualité des vélos ou activité des borne). En 2010, à la suite d'un règlement amiable, la ville d'Orléans a obtenu d'EFFIA 483 000 € de pénalités pour non-respect de clauses du contrat.
Le dispositif comprend au total 36 stations et 360 vélos.
Le coût du dispositif pour la collectivité était estimé, en 2015, à 2 250 euros par an et par vélo.

## Fréquentation
Quatre ans après sa mise en service, la Communauté d'agglomération tire un bilan mitigé : alors qu'en avril 2010 le nombre d'abonnements longue durée s'élevait à 1 700, il n'était plus que de 1 170 en septembre 2011 (dont 247 avec un abonnement annuel combiné vélo'+, tram, bus). Et même si le nombre d'abonnements occasionnels est plus important que prévu (750 en septembre 2011), le taux de rotation des vélos est faible : 1,5 usagers par jour et par vélo contre 6 espérés. La Communauté d'agglomération espèrait donner un second souffle au système et misait sur la synergie à créer avec Keolis qui a pris en charge le réseau tram/bus dès le 1er janvier 2012.
Les chiffres pour 2011 montrent toutefois une hausse de la fréquentation : 141 000 trajets ont été réalisés au cours de l'année, soit une augmentation supérieure à 20 %. La hausse la plus importante concerne les 7 620 abonnées occasionnels qui sont 30 % plus nombreux qu'en 2010 (contre 1 000 abonnements annuels environ). Pour un total de 9 000 personnes et 14 120 voyages par mois en moyenne.
Fin 2012, l'Agence d'urbanisme de l'agglomération orléanaise dénombre près de 175 000 trajets annuels à l'aide de Vélo'+. En 2016, ils s'élèvent à 218 000.

## Assistance électrique
En septembre 2017, le prestataire du marché complète la flotte de vélos par 150 modèles à assistance électrique qui peuvent être alimentés par une mini batterie louée à l'année par l'usager. À compter du 1er juillet 2019, la location de ces batteries devient gratuite.